# ケイトリン・チュケイギアン
ケイトリン・サーミナラ（Katlyn Cerminara、1988年12月28日 - ）は、アメリカ合衆国の女性総合格闘家。ペンシルベニア州クエーカータウン出身。ヘンゾ・グレイシー・コンバット・チーム所属。

## 来歴
4歳で空手を始めた。2012年にアマチュア総合格闘技を始め、2014年にプロへ転向した。フェアリー・ディキンソン大学で経営学とマーケティングの学士号を取得して卒業している。

### UFC
2016年7月13日、UFC初参戦となったUFC Fight Night: McDonald vs. Linekerで女子バンタム級ランキング13位のローレン・マーフィーと対戦し、3-0の判定勝ち。
2016年11月12日、UFC 205で女子バンタム級ランキング9位のリズ・カムーシュと対戦し、1-2の判定負け。
2018年1月27日、フライ級転向初戦となったUFC on FOX 27で女子フライ級ランキング9位のマーラ・ロメロ・ボレラと対戦し、3-0の判定勝ち。
2018年7月28日、UFC on FOX 30で女子フライ級ランキング3位のアレクシス・デイビスと対戦し、3-0の判定勝ち。
2018年12月8日、UFC 231で女子フライ級ランキング9位のジェシカ・アイと対戦し、1-2の判定負け。
2019年6月8日、UFC 238で女子フライ級ランキング6位のジョアン・コールダウッドと対戦し、3-0の判定勝ち。
2019年11月2日、UFC 244で女子フライ級ランキング5位のジェニファー・マイアと対戦し、3-0の判定勝ち。
2020年2月8日、UFC 247のUFC世界女子フライ級タイトルマッチで王者ヴァレンティーナ・シェフチェンコに挑戦し、パウンドで3RTKO負け。王座獲得に失敗した。
2020年5月30日、UFC on ESPN: Woodley vs. Burnsで女子フライ級ランキング12位のアントニーナ・シェフチェンコと対戦し、3-0の判定勝ち。
2020年10月18日、UFC Fight Night: Ortega vs. The Korean Zombieで元UFC世界女子ストロー級王者のジェシカ・アンドラージと対戦し、右ボディブローで1RTKO負け。
2020年11月21日、UFC 255で女子フライ級ランキング4位のシンシア・カルビーロと対戦し、3-0の判定勝ち。
2021年5月15日、UFC 262で女子フライ級ランキング7位のビビアン・アラウジョと対戦し、3-0の判定勝ち。
2022年1月15日、UFC on ESPN: Kattar vs. Chikadzeで女子フライ級ランキング4位のジェニファー・マイアと再戦し、3-0の判定勝ち。
2022年5月14日、UFC on ESPN: Błachowicz vs. Rakićでアマンダ・ヒバスと対戦し、2-1の判定勝ち。ファイト・オブ・ザ・ナイトを受賞した。
2022年10月22日、UFC 280で女子フライ級ランキング6位のマノン・フィオロと対戦し、0-3の判定負け。この試合はチュケイギアンの体重超過により、127.5ポンド契約で行われた。
2024年3月9日、UFC 299で女子フライ級ランキング6位のメイシー・バーバーと対戦し、0-3の判定負け。

## 戦績

### 総合格闘技
| 総合格闘技 戦績 | 総合格闘技 戦績 | 総合格闘技 戦績 | 総合格闘技 戦績 | 総合格闘技 戦績 | 総合格闘技 戦績 | 総合格闘技 戦績 |
| --------------- | --------------- | --------------- | --------------- | --------------- | --------------- | --------------- |
| 24 試合         | (T)KO           | 一本            | 判定            | その他          | 引き分け        | 無効試合        |
| 18 勝           | 2               | 1               | 15              | 0               | 0               | 0               |
| 6 敗            | 2               | 0               | 4               | 0               | 0               | 0               |

| 勝敗 | 対戦相手                         | 試合結果                      | 大会名                                                         | 開催年月日     |
| ×    | メイシー・バーバー               | 5分3R終了 判定0-3             | UFC 299: O'Malley vs. Vera 2                                   | 2024年3月9日   |
| ×    | マノン・フィオロ                 | 5分3R終了 判定0-3             | UFC 280: Oliveira vs. Makhachev                                | 2022年10月22日 |
| ○    | アマンダ・ヒバス                 | 5分3R終了 判定2-1             | UFC on ESPN 36: Błachowicz vs. Rakić                           | 2022年5月14日  |
| ○    | ジェニファー・マイア             | 5分3R終了 判定3-0             | UFC on ESPN 32: Kattar vs. Chikadze                            | 2022年1月15日  |
| ○    | ビビアン・アラウジョ             | 5分3R終了 判定3-0             | UFC 262: Oliveira vs. Chandler                                 | 2021年5月15日  |
| ○    | シンシア・カルビーロ             | 5分3R終了 判定3-0             | UFC 255: Figueiredo vs. Perez                                  | 2020年11月21日 |
| ×    | ジェシカ・アンドラージ           | 1R 4:55 TKO（右ボディブロー） | UFC Fight Night: Ortega vs. The Korean Zombie                  | 2020年10月18日 |
| ○    | アントニーナ・シェフチェンコ     | 5分3R終了 判定3-0             | UFC on ESPN 9: Woodley vs. Burns                               | 2020年5月30日  |
| ×    | ヴァレンティーナ・シェフチェンコ | 3R 1:03 TKO（パウンド）       | UFC 247: Jones vs. Reyes 【UFC世界女子フライ級タイトルマッチ】 | 2020年2月8日   |
| ○    | ジェニファー・マイア             | 5分3R終了 判定3-0             | UFC 244: Masvidal vs. Diaz                                     | 2019年11月2日  |
| ○    | ジョアン・コールダウッド         | 5分3R終了 判定3-0             | UFC 238: Cejudo vs. Moraes                                     | 2019年6月8日   |
| ×    | ジェシカ・アイ                   | 5分3R終了 判定1-2             | UFC 231: Holloway vs. Ortega                                   | 2018年12月8日  |
| ○    | アレクシス・デイビス             | 5分3R終了 判定3-0             | UFC on FOX 30: Alvarez vs. Poirier 2                           | 2018年7月28日  |
| ○    | マーラ・ロメロ・ボレラ           | 5分3R終了 判定3-0             | UFC on FOX 27: Jacare vs. Brunson 2                            | 2018年1月27日  |
| ○    | アイリーン・アルダナ             | 5分3R終了 判定2-1             | UFC 210: Cormier vs. Johnson 2                                 | 2017年4月8日   |
| ×    | リズ・カムーシュ                 | 5分3R終了 判定1-2             | UFC 205: Alvarez vs. McGregor                                  | 2016年11月12日 |
| ○    | ローレン・マーフィー             | 5分3R終了 判定3-0             | UFC Fight Night: McDonald vs. Lineker                          | 2016年7月13日  |
| ○    | ステファニー・ブラゲラック       | 1R 0:45 KO（）                | CFFC 57: Honorio vs. Gaudinot                                  | 2016年3月19日  |
| ○    | イサベリー・バレーラ             | 5分3R終了 判定3-0             | CFFC 55: Chookagian vs. Varela                                 | 2016年1月9日   |
| ○    | シジャラ・ユーバンクス           | 5分3R終了 判定3-0             | CFFC 52: Horcher vs. Regman                                    | 2015年10月31日 |
| ○    | メリンダ・ファビアン             | 1R 4:33 腕ひしぎ十字固め      | PMMAL Hungarian Fight Championship 9                           | 2015年5月9日   |
| ○    | リン・ウェナーグレン             | 5分3R終了 判定3-0             | PMMAL Hungarian Fight Championship 9                           | 2015年5月9日   |
| ○    | ブリジット・ナルシス             | 3R 0:38 KO（）                | WSOF 13                                                        | 2014年9月13日  |
| ○    | レベッカ・ハインツマン           | 5分3R終了 判定3-0             | CFFC 37: Anyanwu vs. Bell                                      | 2014年6月28日  |

## 表彰
- UFC ファイト・オブ・ザ・ナイト（1回）